# Amiserica babai
Amiserica babai är en skalbaggsart som beskrevs av Kobayashi 1988. Amiserica babai ingår i släktet Amiserica och familjen Melolonthidae. Inga underarter finns listade i Catalogue of Life.